# Sahuka
Sahuka fou un petit estat tributari protegit de l'agència de Kathiawar, al prant de Jhalawar, presidència de Bombai. Estava format per només un sol poble amb un únic propietari tributari. La superfície era de 16 km² i la població del cens del 1881 era de 920 habitants. Els ingressos estimats eren el 1883 de 265 lliures i es pagava un tribut de 512 rupies al govern britànic i de 61 rupies al nawab de Junagarh.